# The Soldier Brothers of Susanna
The Soldier Brothers of Susanna è un cortometraggio muto del 1912 diretto da George Melford; prodotto dalla Kalem Company, è interpretato da Henry Hallam, Hal Clemens e Anna Q. Nilsson.

## Produzione
Il film fu prodotto dalla Kalem Company.

## Distribuzione
Il film - un cortometraggio in una bobina - uscì nelle sale cinematografiche USA il 31 luglio 1912, distribuito dalla General Film Company. Copia del film viene conservata negli archivi del Nederlands Filmmuseum di Amsterdam.